# Kamenica nad Cirochou
Kamenica nad Cirochou est un village et une municipalité du district de Humenné dans la région de Prešov, dans le nord-est de la Slovaquie. Par nombre de citoyens, c'est le plus grand village du district. Il y a deux rivières Cirocha et Kamenica qui se joignent à environ 1 km du village. Il y a 23 rues nommées avec éclairage public.

## Histoire
Le site originel du village était beaucoup plus proche de la rivière Cirocha. Le changement a probablement été induit par des inondations régulières.
Dans les archives historiques, le village a été mentionné pour la première fois en 1317. Le roi Robert Ier l'a donné, avec d'autres villages et la ville de Humenné, en récompense du service fidèle à la famille Drugeth. On suppose que le village est plus ancien qu'avec une origine estimée au 13e siècle.
Le premier nom connu du village était Kemence et à partir de 1416, il est appelé dans les archives officielles Nagy Kemence. Le manoir situé dans le village a été construit par la famille Csáky. Plus tard, il appartenait à la famille Andrássy et Gejza Andrassy était le dernier comte qui vivait dans le manoir. En 1925, il a vendu une partie de la terre aux citoyens, ce qui a conduit à l'expansion du village. En 1933, l'État a pris en charge la gestion des bois et des champs du même comté. Ce changement est lié à l'origine des forêts militaires dans la région et de la construction d'une scierie électrique.

## Démographie

### Évolution de la population
| Année:               | 1994. | 2004.   | 2014.   | 2024.   |
| -------------------- | ----- | ------- | ------- | ------- |
| Nombre de personnes: | 2208  | 2335    | 2388    | 2305    |
| Différence:          |       | +5,75 % | +2,26 % | -3,47 % |

| Année:               | 2023. | 2024.   |
| -------------------- | ----- | ------- |
| Nombre de personnes: | 2287  | 2305    |
| Différence:          |       | +0,78 % |